# Abdissarès
Abdissarès est un roi orontide de Sophène ou d'Arménie vers 200 av. J.-C.

## Biographie
La connaissance d'Abdissarès, inconnu des sources occidentales, est uniquement liée à son monnayage, dans lequel le roi est  représenté sur l'avers en buste coiffé d'une tiare pointue avec portant au revers la légende en grec « ΒΑΣΙΛΕΩΣ ΑΒΔΙΣΣΑΡΟΥ  » (i.e. Basileos Abdissarou). La tiare arménienne portée par Abdissarès sur ses pièces est identique à celle de Xerxès mais pourrait aussi être une tiare d'Adiabène.
Cyrille Toumanoff reconnaît que la seule raison qui permet d'inclure Abdissarès dans la dynastie des Orontides, et de ce fait dans les rois d'Arménie, est la similitude de ses monnaies avec celle de Xerxès et notamment la tiare conique « arménienne » portée par les deux monarques. Contrairement à l'ancienne hypothèse qui faisait de lui le fils de Xerxès, Toumanoff estime qu'il est plus probablement son frère.